# Neurofilosofía
La  neurofilosofía o filosofía de la neurociencia es el estudio interdisciplinario de la neurociencia y la filosofía que explora la relevancia de los estudios de la neurociencia a los argumentos tradicionalmente clasificados como filosofía de la mente. La filosofía de la neurociencia intenta aclarar los métodos de la neurociencia y resultados utilizando el rigor y métodos de la filosofía de la ciencia.
Aunque la cuestión de cerebro-mente todavía está abierto para el debate, desde la perspectiva de neurofilosofía, es una comprensión de las aplicaciones filosóficas de los descubrimientos de la neurociencia sin embargo es relevante. Incluso si la neurociencia eventualmente, encontró que no existe una relación causal entre el cerebro y la mente, la mente todavía quedaría asociada con el cerebro, de esta forma se podría argumentar un epifenómeno, y como tal la neurociencia seguirá siendo relevante para la filosofía de la mente. En el otro extremo del espectro,  finalmente si la neurociencia muestra una superposición perfecta entre el cerebro y los fenómenos de la mente, la neurociencia se haría indispensable para el estudio de la mente. Es evidente que, independientemente de la situación del debate cerebro-mente, el estudio de la neurociencia es relevante para la filosofía.

## Problemas específicos
A continuación se muestra una lista de problemas específicos importantes de la neurofilosofía:
- "El carácter indirecto de los estudios de la mente y el cerebro" [1]
- "Análisis computacional o representativa de procesamiento cerebral"[2]
- "Las relaciones entre las investigaciones psicológicas y neurocientíficas"[3]
- "La modularidad de la mente"[2]
- "¿Qué constituye una explicación adecuada en Neurociencia?"[4]
- "Lugar de las funciones cognitivas"[5]

## Los estudios indirectos de la mente y el cerebro
Muchos de los métodos y técnicas centrales para descubrimiento neurocientíficos se basan en suposiciones que pueden limitar la interpretación de los datos. Los filósofos de la neurociencia han discutido estos supuestos en el uso de imágenes de resonancia magnética, La disociación en Neuropsicología Cognitiva, el registro de una sola unidad y la neurociencia computacional.
A continuación, se presentan descripciones de muchas de las actuales controversias y debates sobre los métodos empleados en la neurociencia.

### FMRI
Muchos estudios de resonancia magnética funcional (FMRI) dependen en gran medida en el supuesto de la  "localización de las funciones" (igual que la especialización funcional).
La localización de la función significa que muchas de las funciones cognitivas se pueden localizar en regiones específicas del cerebro. Un buen ejemplo de la localización funcional proviene de estudios de la corteza motora. Parece que hay diferentes grupos de células en la corteza motora y estas son responsables de controlar los diferentes grupos de músculos. Muchos filósofos de la neurociencia critican la FMRI porque confían demasiado en este supuesto. Michael Anderson señala que el método de sustracción FMRI pierde una gran cantidad de información del cerebro que es importante para los procesos cognitivos. FMRI sólo muestra las diferencias entre la activación de las tareas y la activación del control, pero muchas de las áreas del cerebro que se activan en el control son obviamente también son importantes para la tarea.
Algunos filósofos rechazan por completo cualquier noción de la localización funcional y por lo tanto creen que los estudios de resonancia magnética funcional están equivocados . Estos filósofos sostienen que el procesamiento del cerebro actúa de manera integral, que grandes secciones del cerebro están implicadas en procesamiento de tareas más cognitivas. Una manera de entender su objeción a la idea de la localización funcional es el experimento del radio reparando pensamiento del hombre. En este experimento mental, un hombre que repara radios abre una radio y arranca un tubo. La radio comienza a silbar en voz alta y el hombre que repara radios declara que no tuvo que haber arrancado el tubo contra el silbante. En realidad no hay ningún tubo anti-silbido en la radio y es obvio que el hombre que repara radios confundió función con efecto. Esta crítica fue dirigida originalmente en la lógica utilizada por los neuropsicológicos en los experimentos de lesión cerebral , pero la crítica es todavía aplicable a la neuroimagen. Estas consideraciones son similares a la crítica de Van Orden y Paap de la circularidad en la lógica de la neuroimagen.
Según ellos, las neuroimágenes asumen que su teoría del componente cognitivo es correcta y que estos componentes se dividen en módulos. Estos supuestos son necesarios para justificar su inferencia de la localización cerebral. La lógica es circular si el investigador, utiliza después la aparición de la activación región del cerebro como una prueba de la veracidad de sus teorías cognitivas.
Una diferencia dentro de la investigación fMRI es el uso de la inferencia inversa. Una inferencia inversa es cuando se utiliza la activación de una región del cerebro para inferir la presencia de un proceso cognitivo. Poldrack señala que la fuerza de esta inferencia depende fundamentalmente de la probabilidad de que una determinada tarea cognitiva emplea un proceso determinado y la probabilidad de que el patrón de activación cerebral esto da como resultado un proceso cognitivo. En otras palabras, la fuerza de la inferencia inversa se basa en la selectividad de la tarea utilizada. Un ejemplo es un artículo de 2011 publicado en el New York Times en el cual los participantes se les mostraron fotografías de sus iPhones y los investigadores midieron la activación de la ínsula. Las investigaciones llevaron a la activación de la ínsula como evidencia de sentimientos de amor y concluyeron que las personas amaban a sus iPhones. Los críticos se apresuraron a señalar que la ínsula no es una pieza muy selectiva de la corteza, y por lo tanto susceptibles a inferencia inversa.
El neuropsicólogo Max Coltheart llevó los problemas de inferencia inversa un paso más allá y neuroimagenes
Coltheart tomó la prueba para ser una instancia donde los datos de imagen cerebral son compatibles con una teoría pero incompatibles con otra. Roskies mantiene la posición ultra cognitiva de Coltheart. Desde que Coltheart sostiene la aplicación de un estado cognitivo no tiene relación con la función de ese estado cognitivo, resulta imposible encontrar datos de neuroimagen para ser capaz de hacer comentarios en las teorías psicológicas que Coltheart plantea. los datos de neuroimagen siempre serán relegados al nivel más bajo de la aplicación y será incapaz de seleccionar una u otra teoría cognitiva. En un artículo de 2006, Richard Henson sugiere que adelantar inferencias puede utilizarse para hacer disociación de inferencias de la función en un nivel psicológico. Él sugiere que este tipo de inferencias se pueden hacer cuando hay cruce de activaciones entre dos tipos de tareas en dos regiones del cerebro y no hay ningún cambio en la activación en un mutuo control de la región.
La última suposición sobre la introducción pura del fMRI. Es el supuesto de que un único proceso cognitivo puede ser insertado en otro conjunto de proceso cognitivo sin afectar el funcionamiento del resto. Por ejemplo, si desea encontrar el área de comprensión de lectura del cerebro, es posible escanear a los participantes mientras que se les presenta una palabra y mientras se les presenta una no-palabra (por ejemplo "Floob"). Si se infiere que resultado de diferentes patrones en el cerebro representan diferentes regiones del cerebro implicados en la comprensión de la lectura, se asume que estos cambios no son un reflejo de los cambios en la dificultad de la tarea o el reclutamiento diferencial entre tareas. El término introducción pura fue acuñado por Donders como una crítica de los métodos de reacción del tiempo.
Recientemente, los investigadores han comenzado a utilizar una nueva técnica de imagen funcional llamado estado de reposo funcional conectivo de resonancia magnética. cerebros de sujetos se escanean mientras el paciente permanece sentado sin hacer nada en el escaneo. Al observar las fluctuaciones naturales en el patrón en negrilla mientras el sujeto está en reposo, los investigadores pueden ver qué regiones del cerebro se activan conjuntamente. Ellos pueden usar los patrones de covarianza para construir mapas de las áreas del cerebro relacionadas con funciones. Vale la pena señalar que el nombre de "conectividad funcional" sólo indican datos de covariación. Sin embargo, este es un método poderoso para el estudio de grandes redes de todo el cerebro. Hay un par de problemas metodológicas importantes que necesitan ser abordados. En primer lugar, hay diferentes posibilidades de asignaciones cerebrales que podrían ser usados para definir las regiones del cerebro para la red. Los resultados podrían variar significativamente dependiendo de la región del cerebro elegido. En segundo lugar, ¿Qué técnicas matemáticas es mejor para caracterizar estas regiones del cerebro?
Las regiones cerebrales de interés están algo limitadas por el tamaño de los voxels. Rs-fcMRI utiliza los voxels que son pocos milímetros cúbicos en las regiones del cerebro y estos tendrán que ser definido en una escala más grande. Dos de los métodos estadísticos que se aplican habitualmente para la red de análisis puede trabajar en la escala espacial voxel, pero los métodos de teoría de grafos es extremadamente sensibles a la forma en la que se definen los nodos. Regiones de cerebros pueden dividirse de acuerdo con su arquitectura celular, de acuerdo a su conectividad, o de acuerdo con las medidas fisiológicas. Como alternativa, puede tomar un enfoque de teoría neutral y dividir al azar la corteza en particiones del tamaño de su elección. Como se mencionó anteriormente, hay varios enfoques para el análisis de redes una vez que se han definido las regiones del cerebro. Hay análisis basados en regiones semilla definidas a priori y encuentra todas las regiones que están conectados funcionalmente a esa región. La estructura de la red resulta que no dará ninguna información relativa a la interconectividad de las regiones identificadas o las relaciones distintas de la región de la semilla. Otro enfoque es el uso de análisis de componentes independientes para crear mapas de componentes espacio-temporales y los componentes están ordenadas según los componentes que llevan la información de interés y las que son causadas por el ruido. Una vez que advierte la inferencia de las comunidades de la región cerebral funcional es difícil bajo ICA.
La teoría de grafos utiliza una matriz para caracterizar covarianza entre las regiones que se transforma en un mapa de red. El problema con el análisis de la teoría de grafos es que el mapa de la red está fuertemente influenciado por una región del cerebro (nodos y bordes), por lo que el investigador está en riesgo de identificar regiones y conexiones de acuerdo con sus propias teorías. Sin embargo, el análisis de la teoría de grafos es extremadamente valiosa ya que es el único método que da relaciones de par entre los nodos. ICA tiene la ventaja añadida de ser uno de los principales método. Parece que el uso de ambos métodos, será importante en el descubrimiento de la conectividad de red laxxx del cerebro. Mumford tiene la esperanza de evitar estos problemas y utilizar un enfoque basado en principios que podría determinar relaciones por partes usando una técnica estadística adoptada a partir del análisis de las redes de co-expresión genética.

### La disociación de la neuropsicología cognitiva.
La neuropsicología cognitiva estudia a los pacientes con daño cerebral y utiliza los patrones de alteración selectiva con el fin de hacer inferencias sobre la estructura cognitiva subyacente. La disociación entre las funciones cognitivas se toma como evidencia de que estas funciones son independientes. Los teóricos han identificado varios supuestos clave que se necesitan para justificar estas inferencias:
1) Modulación Funcional- la mente está organizado en módulos cognitivos funcionalmente independientes.
2) Modulación Anatómica - el cerebro está organizado en módulos separados funcionalmente. Este supuesto es muy similar a la suposición de la localización funcional. Estos supuestos son muy similares a la modulación funcional, ya que es posible tener módulos cognitivos separables que son implementados por los patrones difusos de activación cerebral.
3) Universalidad - la organización básica de la modulación funcional y anatómica es el mismo para todos los seres humanos normales. Este supuesto es necesario si vamos a hacer alguna afirmación sobre la organización funcional basándonos en la disociación que se extrapola a partir de la instancia de un caso de estudio para la población.
4) Transparencia - la mente no se somete a la reorganización sustancial tras el daño cerebral. Es posible eliminar un módulo funcional sin alterar significativamente la estructura global del sistema. Este supuesto es necesario con el fin de justificar el uso de los pacientes dañados del cerebro con el fin de hacer inferencias acerca de la arquitectura cognitiva de las personas sanas.
Hay tres tipos principales de evidencias en neuropsicología cognitiva: Asociación, disociación y la doble disociación. Las inferencias de la Asociación se observa que ciertos déficits que son propensos a ocurrir al mismo tiempo. Por ejemplo, hay muchos casos que tienen déficits en cuanto a la comprensión de las palabras abstracto y concreto después del daño cerebral. Los estudios de asociación se considera la forma más débil de las pruebas, ya que los resultados podrían ser explicados por daños en las regiones cerebrales vecinas y no daña a un único sistema cognitivo. La inferencia en cuanto a la disociación observan que una facultad cognitiva se puede separar mientras que otro puede ser estropeado tras un daño cerebral. Este patrón indica que a) las dos tareas emplean diferentes sistemas cognitivos b) las dos tareas ocupan el mismo sistema y el daño de la tarea está separada de otra tarea. c) La tarea escatimada requiere menos recursos cognitivos que la tarea dañada. El "patrón oro" para la neuropsicología cognitiva es el de doble disociación. Doble disociación se produce cuando el daño cerebral deteriora la tarea A en paciente 1 pero escatima la tarea B y el daño cerebral en la tarea A en el paciente 2, daña la tarea B. Se supone que una instancia de doble disociación es una prueba suficiente para inferir módulos cognitivos independientes en el ejercicio de las tareas.
Muchos teóricos critican la neuropsicología cognitiva por su dependencia de las disociaciones dobles. En un estudio ampliamente citado, Joula y Plunkett utilizan un modelo de sistema conexionista para demostrar que los patrones de comportamiento doble disociación pueden ocurrir a través de lesiones al azar de un único módulo. Se creó un sistema conexionista multicapa entrenado para pronunciar palabras. Simularon en repetidas ocasiones la destrucción aleatoria de nodos y conexiones en el sistema y se representaron gráficamente el rendimiento resultante en un gráfico de dispersión. Los resultados mostraron déficits en la pronunciación de sustantivos irregulares con errores en pronunciación verbos regulares. Estos resultados sugieren que una única instancia de doble disociación es insuficiente para justificar la inferencia a múltiples sistemas.
Algunos estudios ofrecen casos teóricos en donde la lógica de doble disociación puede estar defectuoso. Si dos tareas, (la tarea A y la tarea B), utilizan casi los mismos sistemas, pero difieren en un módulo mutuamente excluyentes cada uno, entonces las lesiones selectivas de los dos módulos parecen indicar que A y B utilizan diferentes sistemas. Estos estudios usan el ejemplo de una persona que es alérgica a los cacahuetes, pero no a los camarones y alguien que es alérgico a los camarones y no a los cacahuetes. Sostiene que la lógica doble disociación nos lleva a inferir que el maní y camarones son digeridos por diferentes sistemas. John Dunn ofrece otra objeción a doble disociación. Se afirma que es fácil de demostrar la existencia de un cierto déficit, pero difícil de demostrar que otra función está realmente a salvo. A medida que se acumulan más datos, el valor de los resultados se reunirán en un tamaño de efecto cero, pero siempre será un valor positivo mayor que cero que tiene más poder estadístico que cero. Por lo tanto, es imposible estar completamente seguros de que realmente existe una disociación doble.
Por otro lado , Alfonso Caramazza ha dado una razón principal para el rechazo del uso de estudios de grupo en neuropsicología cognitiva. Los estudios de pacientes con daño cerebral deben de ser tomados como un caso único, en el que se caracteriza el comportamiento de un individuo y utilizado como prueba, o estudios de grupo, en el que un grupo de pacientes que muestran el mismo déficit tiene su comportamiento característico y promedio. Con el fin de justificar la agrupación de un conjunto de datos de los pacientes, el investigador debe saber que el grupo es homogéneo, que su comportamiento es equivalente en todos los sentidos teóricamente significativo. En pacientes con daño cerebral, sólo puede lograr resultados posteriores mediante el análisis de los patrones de comportamiento de todos los individuos del grupo. Por tanto, según Caramazza, cualquier grupo estudio es equivalente a un conjunto de estudios de caso único o es teóricamente injustificable. Newcombe y Marshall señalaron que hay algunos casos (utilizan el síndrome de Geschwind como ejemplo) y que el grupo estudio pueden servir como una útil heurística en los estudios neuropsicológicos cognitivos.

### Unidades únicas de registro
Comúnmente se entiende en la neurociencia que la información está codificada en el cerebro por los patrones de descarga de las neuronas.
Muchas de las cuestiones filosóficas que rodean el código neural están relacionadas con preguntas acerca de la representación y la computación que se describen a continuación. Hay otras cuestiones metodológicas, incluyendo si las neuronas representan información a través de una tasa de disparo normal o si hay información representada por la dinámica temporal. Hay preguntas similares acerca de si las neuronas representan información de forma individual o como población.

### Neurociencia computacional
Muchas de las controversias filosóficas que rodean la neurociencia computacional implican el papel de la simulación y modelado como explicación. Carl Craver ha sido especialmente portavoz sobre este tipo de interpretaciones. Jones y Love escribió un artículo especialmente crítico dirigido al modelado del comportamiento que no limitan los parámetros de modelado por consideraciones psicológicas o neurológicas
Eric Winsberg ha escrito sobre el papel de modelado y simulación por computadora en la ciencia en general, pero su caracterización es aplicable a la neurociencia computacional.

## Computación y representaciones en el cerebro
La teoría computacional de la mente ha sido generalizada en la neurociencia desde la revolución cognitiva en la década de 1960. En esta sección se iniciará con una visión histórica de la neurociencia computacional y luego discutir varias teorías que compiten y en las que existe controversia dentro del campo.

### Visión histórica
La neurociencia computacional se inició en la década de 1930 y 1940 con dos grupos de investigadores. El primer grupo estaba formado por Alan Turing, Alonzo Church y Otto Von Newman, que estaban trabajando para desarrollar máquinas computadoras y los fundamentos matemáticos de la informática. Este trabajo culminó en el desarrollo teórico de las denominadas máquinas de Turing y la Iglesia- tesis de Turing, que formaliza las matemáticas subyacentes de la teoría computacional . El segundo grupo estaba formado por Warren McChulloch y Walter Pitts que estaban trabajando en el desarrollo de las primeras redes neuronales artificiales. McCulloch y Pitts fueron los primeros en la hipótesis de que las neuronas se podrían utilizar para implementar un cálculo lógico que podría explicar la cognición. Utilizaron neuronas de juguete para desarrollar puertas lógicas que podrían hacer los cálculos. Sin embargo, estos avances no lograron afianzarse en las ciencias psicológicas y neurociencia hasta mediados de los años 1950 y 1960.
El conductismo había dominado la psicología hasta la década de 1950 cuando los nuevos desarrollos en una variedad en campos de la teoría conductista volcaron a favor de la teoría cognitiva. Desde el comienzo de la revolución cognitiva, la teoría computacional jugó un papel importante en los desarrollos teóricos. Minsky y McCarthy trabajo en la inteligencia artificial, la aportación de Newell y simulaciones por ordenador de Simon, y Noam Chomsky de la teoría de la información en la lingüística. A principios de la década de 1960, Hilary Putnam estaba a favor de la máquina funcionalista en la que en el cerebro se instala la máquina de Turing. En este punto las teorías computacionales se fijan firmemente en la psicología y la neurociencia.
A mediados de la década de 1980, un grupo de investigadores comenzaron a utilizar las redes neurales analógicas de alimentación directa con múltiples capas que podían ser entrenados para realizar una variedad de tareas. El trabajo de los investigadores como Sejnowski, Rosenberg, Rumelhart y McClelland fueron etiquetados como "conexionistas" y la disciplina ha continuado desde entonces. La mentalidad conexionista fue adoptado por Paul y Patricia Churchland que luego desarrollaron sus "semántica de espacio en el estado" por medio de conceptos de la teoría conexionista. El conexionismo también fue condenado por investigadores como Fodor, Pylyshyn, y Pinker. La tensión entre los conexionistas y los clásicos todavía se debate en la actualidad

### Representación
Una de las razones de que las teorías computacionales sean atractivas es que las computadoras tienen la capacidad de manipular representaciones para dar una salida significativa. Las computadoras digitales utilizan cadenas de unos y ceros (1,0) con el fin de representar el contenido. La mayoría de los científicos cognitivos postulan que nuestro cerebro utiliza alguna forma de código de representación que se lleva en los patrones de activación de las neuronas. Dispositivos computacionales parecen ofrecer una manera fácil de explicar cómo nuestro cerebro transportar y manipular las percepciones, pensamientos, sentimientos y acciones que conforman nuestra experiencia cotidiana. Aunque la mayoría de los teóricos sostienen que la representación es una parte importante de la cognición, la exacta la naturaleza de esa representación está muy debatido. Los dos argumentos principales provienen de los defensores de representaciones simbólicas y defensores de representaciones por asociación.
La representación simbólica ha sido defendida por Fodor y Pinker; la representación simbólica significa que los objetos están representados por símbolos y se procesan a través de manipulaciones de reglas que son gobernadas sensación a la estructura constitutiva. El hecho de que la representación simbólica es sensible a la estructura de las representaciones es una parte importante de su atractivo. Fodor propuso una hipótesis sobre el lenguaje del pensamiento en la que las representaciones mentales manipuladas de la misma manera que el lenguaje se manipula con el fin de producir pensamiento. Según Fodor, la hipótesis del lenguaje del pensamiento explica el sistematización y producción se ve en el lenguaje y el pensamiento.
Representaciones asociativas más a menudo se describen con sistemas conexionistas. En los sistemas conexionistas, las representaciones se distribuyen a través de todos los nodos y el peso de las conexiones del sistema y por lo tanto se dice que son sub-simbólica. Cabe señalar que un sistema conexionista es capaz de implementar un sistema simbólico. Hay varios aspectos importantes en las redes neuronales que sugieren que el procesamiento distribuido en paralelo proporciona una mejor base para las funciones cognitivas que el procesamiento simbólico. En primer lugar, la inspiración para estos sistemas del cerebro indica la relevancia biológica. En segundo lugar, estos sistemas son capaces de almacenar el contenido de memoria direccionable, que es mucho más eficiente que las búsquedas de memoria en sistemas simbólicos. En tercer lugar, las redes neuronales son resistentes a los daños mientras que incluso daños menores pueden desactivar un sistema simbólico. Por último, las restricciones blandas y la generalización al procesar los estímulos novedosos permiten que las redes que se comporten de forma más flexible el los sistemas simbólicos.
Churchlands describe que la representación en un sistema conexionista en términos de espacio. El contenido del sistema está representado por un vector n-dimensional, donde n = al número de nodos en el sistema y la dirección del vector se determina por el patrón de activación de los nodos. Fodor rechazó este método de representación porque dos sistemas conexionistas diferentes no pueden tener el mismo contenido. Un análisis más detallado matemática de sistema conexionista aliviado que los sistemas conexionistas que podrían tener un contenido similar podría ser asignado de forma gráfica para revelar grupos de nodos que sean importantes en la representación del contenido. Para Churchlands, la comparación del espacio del vector no era susceptible para el tipo de análisis. Recientemente, Nicolás Shea ha ofrecido por su propia cuenta el contenido dentro de los sistemas conexionistas que emplea conceptos desarrollados a través un análisis de conglomerados.

### Panorama en la computación
La neurociencia computacional se ha comprometido a la posición de que el cerebro es una especie de ordenador, pero ¿qué significa ser una computadora? La definición de un cálculo debe ser lo suficientemente estrecha como para que nosotros limitemos el número de objetos que pueden ser llamados ordenadores. Por ejemplo, podría parecer problemática tener una definición lo suficientemente amplia como para permitir que el estómago participen en los cálculos. Sin embargo, también es necesario contar con una definición lo suficientemente amplia como para permitir que todas las variedades gama de sistemas computacionales de calcular. Por ejemplo, si la definición de cálculo se limita a la manipulación sintáctica de representaciones simbólicas, a continuación, los sistemas más conexionistas no sería capaz de calcular. Rick Grush distingue la diferencia entre computación como una herramienta para la simulación y el cálculo y la posición teórica en la neurociencia cognitiva .  En el primer caso, cualquier cosa que puede ser modelada computacionalmente cuenta como la informática. En este último caso, el cerebro es una función de computación que es distingue de los sistemas como los sistemas dinámicos de fluidos y las órbitas planetarias en este sentido. El reto para cualquier definición computacional es mantener estos dos sentidos.
Por otra parte, algunos teóricos eligen una definición estrecha o ancha por razones teóricas. El computacionismo es la posición de que todo se puede decir de calcular. Este punto de vista ha sido criticado por Piccinini con el argumento de que tal definición hace que un cálculo trivial hasta el punto en que se ve priva de su valor explicativo.
La definición más simple de los cálculos en la computación es cuando una descripción computacional se puede corresponder con la descripción física. Esta es una definición extremadamente amplia de la computación y que termina avalando una forma de computacionalismo. Putnam y Searle,  están de acuerdo con este punto de vista, sostienen que el cálculo se observar y se relaciona. En otras palabras, si se desea ver como un sistema de computación entonces se puede decir que se está calculando. Piccinini señala que, en este punto de vista, no sólo es todo lo que envuelve la computación, sino también todo lo que es la computación en un número indefinido. Dado que es posible aplicar un número indefinido tanto para las descripciones computacionales como para un sistema dado, los extremos del sistema calculan un número indefinido de tareas.
La opinión más común de la computación es la explicación semántica de la computación. enfoques semánticos utilizan una noción similar de la computación como el mapeo que se acerca con la restricción adicional de que el sistema debe manipular representaciones con el contenido semántico. Una nota de la discusión anterior sobre la representación que ambos sistemas de Churchland y los sistemas simbólicos de Fodor utilizan este concepto de computación. De hecho, Fodor se acredita famoso diciendo "No hay computación sin representación". Los estados computacionales pueden ser individualizados por un recurso externo al contenido en un sentido amplio (es decir, el objeto del mundo externo) o por medio de alguna apelación interna (contenido definido por las propiedades del sistema)  con el fin de reparar el contenido de la representación, a menudo es necesario recurrir a la información contenida en el sistema.
Grush ofrece una crítica a la explicación semántica. Él señala que el contenido informativo de un sistema sirve para demostrar la representación del sistema. El usa la taza de café como un ejemplo de un sistema que contiene información, tal como el calor de la taza de café y el tiempo desde el café se vierte, pero es demasiado mundano esta información para calcular en cualquier sentido fuerte. Computacionalistas semánticos tratan de escapar de esta crítica, apelando a la historia evolutiva del sistema. Esto se llama biosemántica. Grush utiliza el ejemplo de sus pies, diciéndole que sus pies no estarían calculando la cantidad de comida que había comido porque su estructura no había sido seleccionada evolutivamente para tal fin. Grush responde a la apelación biosemántica con un experimento mental. Diciendo que imagináramos que un rayo cae sobre un pantano en algún lugar y crea una copia exacta de ti. De acuerdo con la cuenta biosemántica, esta copia del pantano sería incapaz para la computación porque no hay ninguna historia evolutiva con la que justificar la asignación de contenido representativo. La idea de que dos estructuras físicamente idénticas, mientras puede ser computarizada, la otra no podría serlo físicamente.
También hay cuentas sintácticas o estructurales para la computación. Estas cuentas no necesitan depender de la representación. Sin embargo, es posible utilizar tanto la estructura y la representación como la cartografía computacional. Shagrir identifica varios filósofos de la neurociencia que defienden cuentas estructurales. Según él, Fodor y Pylyshyn requieren algún tipo de restricción sintáctica en su teoría de la computación. Esto es consistente con su rechazo a los sistemas conexionistas por motivos de sistemáticos. También Piccinini citando su papel en 2008: "la generación de cadenas de salida de dígitos y de cadenas de entrada, de acuerdo con una regla general de que depende de las propiedades de las cuerdas y (posiblemente) en el estado interno del sistema ". a pesar de Piccinini defiende puntos de vista estructuralista en ese documento, afirma que las cuentas mecanicistas de cómputo evitar la referencia a cualquiera sintaxis o representación.
En su visión de la computación mecánica, Piccinini afirma que los mecanismos funcionales procesan vehículos de una manera sensible a las diferencias entre las distintas partes del vehículo. Afirma que estos vehículos son de tamaño independiente, lo que significa que la función de mapeo será la misma independientemente de la implementación física. Los sistemas de computación pueden ser diferenciados sobre la base de la estructura del vehículo y el punto de vista mecánico pueden dar errores en cuanto al cálculo.
La teoría de sistemas dinámicos se presenta como una alternativa a las explicaciones computacionales de la cognición. Estas teorías son radicalmente anti-computacionales y anti-representacionales. Sistemas dinámicos se definen como sistemas que cambian con el tiempo de acuerdo con una ecuación matemática. La teoría de los sistemas dinámicos afirma que la cognición humana es un modelo dinámico en el mismo sentido computacional afirman que la mente humana es un ordenador. Una objeción dirigidas contra la teoría de los sistemas dinámicos es que los sistemas dinámicos son computables y por lo tanto un subconjunto de la computación. Van Gelder señala que existe una gran diferencia entre ser un ordenador y ser calculable. Ha comentado que la definición de la informática es lo suficientemente amplia como para incorporar modelos dinámicos.

## Explicación en neurociencias

### Explicación mecánica
Smith quiere saber por qué el lavavajillas no está funcionando. Jones le dice que las luces del sótano tienen que estar en el lavavajillas antes de que funcionará. Smith no entiende la conexión entre el funcionamiento del lavavajillas y el estado de las luces del sótano, por lo que Jones explica que el lavavajillas está conectado a las luces del sótano en un circuito en serie. Este es un ejemplo de explicación mecánica. Con el fin de explicar el fenómeno de la lavadora de platos y su mal funcionamiento, Jones tiene que apelar a los componentes de nivel inferior del proceso de circuito, como un interruptor de la luz y el cableado. Jones tiene que apelar a la organización de los componentes, es decir, la organización de serie del circuito. Jones también tiene que apelar a un aspecto causal, el interruptor de luz es un circuito completo, y por lo tanto permite que la energía fluya hacia el lavavajillas. Después Jones explica los aspectos del mecanismo, Smith es capaz de entender la conexión entre el lavavajillas y las luces del sótano. Este ejemplo nos ayuda a ilustrar la explicación mecánica.
La explicación mecánica funciona apelando a la estructura causal de algún sistema o proceso. Se intenta demostrar cómo las partes constituyentes y sus actividades interactúan causalmente para explicar las capacidades de un determinado fenómeno. La comprensión de los mecanismos que dan lugar a un fenómeno son, según una explicación mecánica, necesarias para explicar el fenómeno. Hay cuatro aspectos importantes de mecanismos: fenomenal, componencial, causales, y los aspectos de organización  El aspecto fenomenal implica el mecanismo que tiene que hacer algo. El aspecto componencial consiste en la necesidad de que el mecanismo sea capaz de descomponerse en sus partes de componentes. El aspecto causal implica las partes componentes del mecanismo pueda interactuar causalmente con otros. Por último, el aspecto organizativo implica la necesidad de los componentes 'para ser espacial y temporalmente organizada de una manera apropiada con el fin de crear algún fenómeno.
Al día de hoy hay una explicación para el casual-mecanismo desarrollado por C. Wesley Salmon.  La vista óntica contiene cuatro argumentos importantes. En primer lugar, las estructuras causales que intervienen en el fenómeno forman la base de las explicaciones objetivas. En segundo lugar, las explicaciones son estas estructuras. En tercer lugar, el sentido óntico de la explicación es fundamental para todas las demás formas. Por último, el progreso filosófico en las teorías de la explicación va a caracterizar las normas de la explicación. La concepción óntica permite que las explicaciones mecánicas apunten a fenómenos reales, aunque la explicación no es lo suficientemente precisa. Carl Craver rompe desde la concepción mecánica de Salmón de la causalidad. Salmón considera que la causalidad como un intercambio de cantidades conservadas en las intersecciones de la línea mundo. Craver considera que la causalidad desde una perspectiva manipuladora . Desde esta perspectiva, la relevancia causal en un mecanismo implica ver los cambios en el comportamiento del módulo cuando el módulo X Y interviene. Este punto de vista de la causalidad es muy susceptible a los descubrimientos científicos, ya que todo el objetivo de la experimentación altera los valores de una variable independiente y la medición de los cambios en la variable dependiente.

### Teoría de sistemas dinámicos
Los defensores de la teoría de sistemas dinámicos afirman que no son susceptibles de explicaciones mecánicas. Estos teóricos miden los patrones de comportamiento y los resultados se ajustan a una ecuación matemática. La fuerza explicativa de estos resultados proviene de la capacidad del modelo para predecir futuros patrones de comportamiento y por lo tanto se asemejan a cubrir las explicaciones.
Filósofos mecanicistas critican explicaciones predictivas sobre la base de que los modelos matemáticos no son explicaciones satisfactorias, porque no pueden distinguir entre la forma en que el sistema podría posiblemente trabajar y cómo el sistema funciona realmente. Hay muchos sistemas físicos diferentes que podrían dar los mismos resultados conductuales. Al basarse en modelos como base para la explicación, la teoría nunca será capaz de identificar el sistema que crea la instancia de resultados matemáticos.

## Lista de neurofilósofos
- William Bechtel
- Patricia Churchland
- Paul Churchland
- Andy Clark
- Francis Crick
- Daniel Dennett
- George Graham[59]
- William Hirstein
- Christof Koch
- Humberto Maturana
- Thomas Metzinger
- Jesse Prinz
- Heidi Ravven
- Gerhard Roth (biologist)
- Torsten de Winkel
- Stephan Schleim
- Francisco Varela
- Nayef Al-Rodhan
- Carl Craver[60]
- Adina Roskies[61]
- Guy van Orden[62]

## Más lecturas
- Churchland, Patricia Smith (2002). Brain-Wise : Studies in Neurophilosophy. The MIT Press]]. ISBN 978-0-262-53200-6.
- Churchland, Patricia Smith (1989). Neurophilosophy : Toward a Unified Science of the Mind-Brain. The MIT Press. ISBN 978-0-262-53085-9.
- Craver, Carl (2007). Explaining the brain : mechanisms and the mosaic unity of neuroscience. Oxford University Press.
- Northoff, Georg (2004). Philosophy of the Brain: The brain problem. John Benjamins. ISBN 978-0-262-23214-2. Archivado desde el original el 27 de septiembre de 2011. Consultado el 4 de julio de 2016.
- Walter, Henrik (2001). Neurophilosophy of Free Will: From Libertarian Illusions to a Concept of Natural Autonomy. The MIT Press. ISBN 1-58811-417-1.